# Hofgarten (Wertheim)
Hofgarten ist ein Wohngebiet des Stadtteils Eichel/Hofgarten der Großen Kreisstadt Wertheim im baden-württembergischen Main-Tauber-Kreis im Regierungsbezirk Stuttgart.

## Geographie

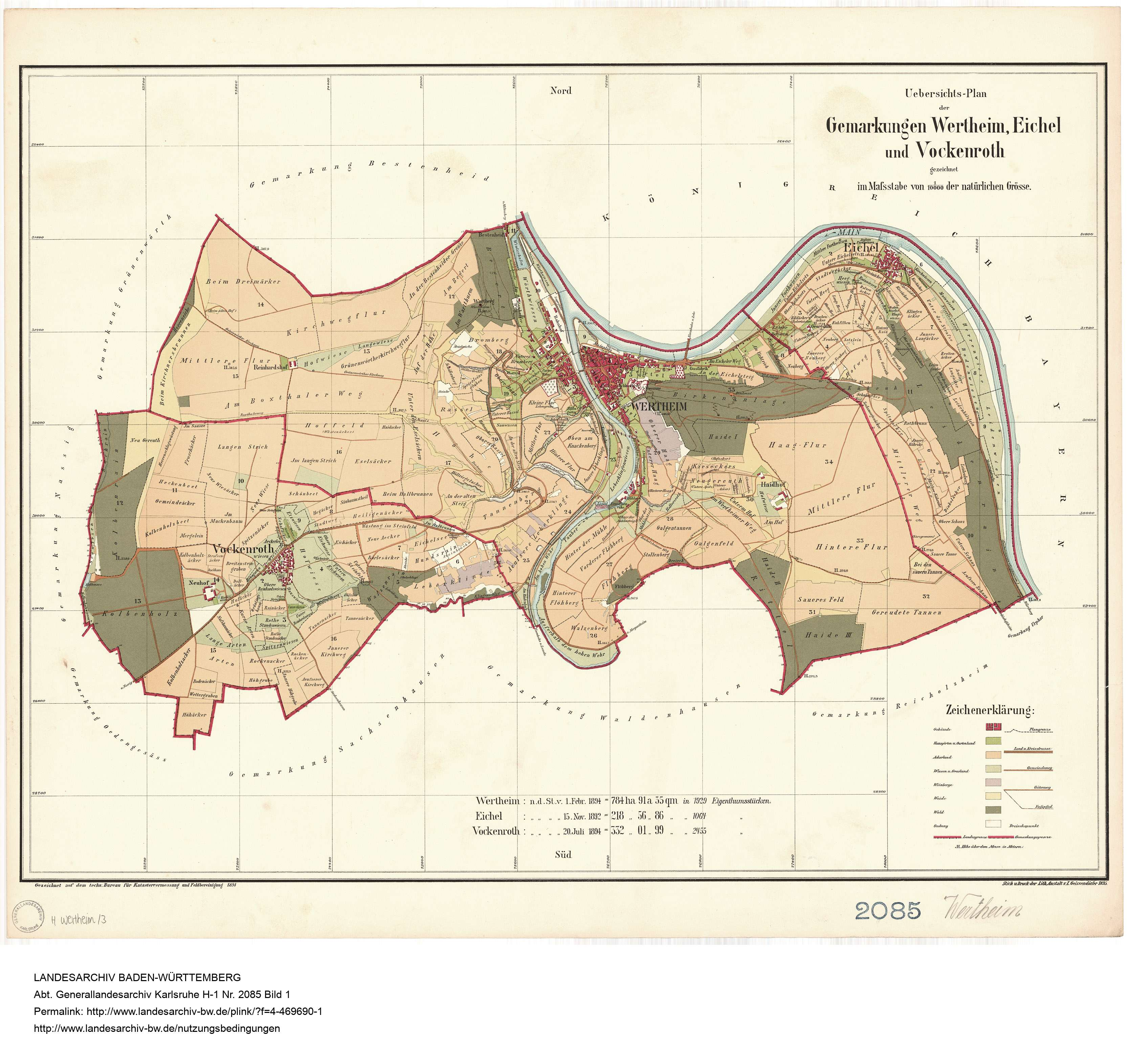
Das um 1895 noch nahezu unbesiedelte Wohngebiet Hofgarten, zwischen den Gemarkungen von Eichel und der Kernstadt Wertheim

Hofgarten liegt 143 m ü. NHN im Osten der Gemarkung der Kernstadt an der Landesstraße 2310.

## Geschichte
Nach dem Zweiten Weltkrieg entstand am Hang oberhalb des alten Dorfes Eichel das neue Wohngebiet „Hofgarten“, das heute bis an die Ausläufer der Wertheimer Altstadt heranreicht.

## Religion
Die Mutterhauskirche dient den Protestanten, die zur Pfarrgemeinde des Stadtteils Eichel/Hofgarten (Kirchenbezirk Wertheim) gehören, als Gotteshaus. Die hier lebenden Katholiken gehören zur Pfarrei St. Lioba (Dekanat Tauberbischofsheim).

## Kultur und Sehenswürdigkeiten

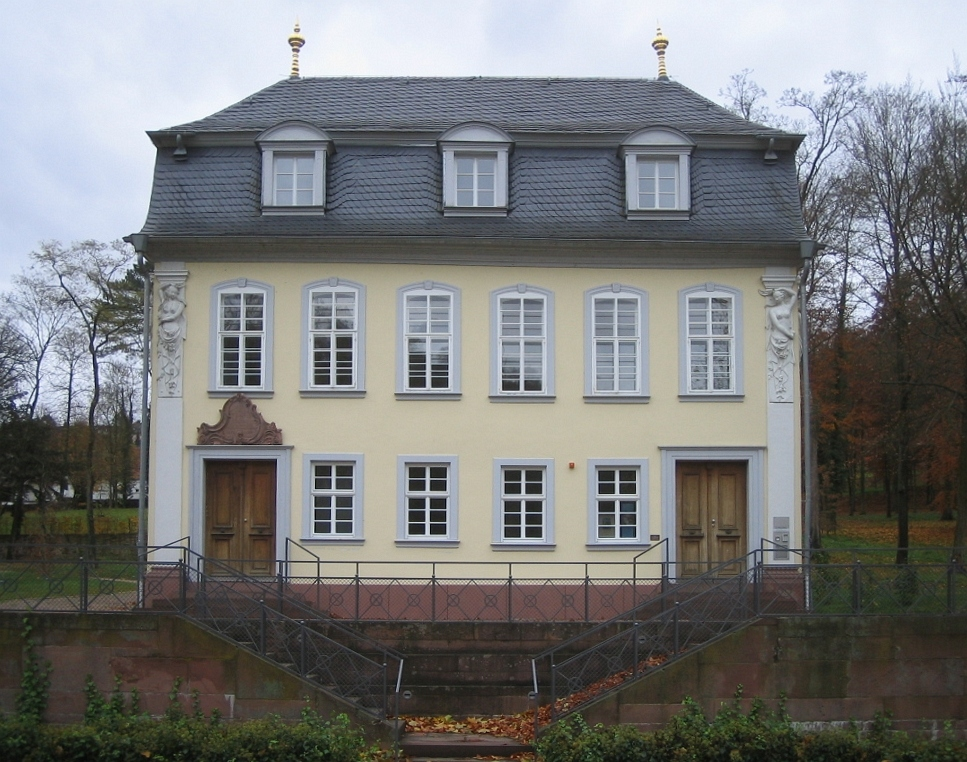
Das Schlösschen im Hofgarten

### Schlösschen im Hofgarten
An der Durchgangsstraße nach Wertheim liegt das Hofgartenschlösschen, ein im Jahre 1777 von Graf Friedrich Ludwig als Sommerresidenz errichtetes kleines Rokokoschloss.